# Myrtle Stedman
Myrtle Stedman, nome all'anagrafe Myrtle Lincoln (Chicago, 3 marzo 1883  – Hollywood, 8 gennaio 1938), è stata un'attrice e cantante statunitense.
Era una diretta discendente di Abraham Lincoln

## Biografia
Studiò a Chicago in una scuola privata e, in Francia, musica e canto con il maestro Marchesi. Iniziò a lavorare nel mondo dello spettacolo come cantante, prendendo parte a operette e commedie musicali in ruoli di protagonista. Cantò in Isle of Spice e The Chocolate Soldier. Per un anno, lavorò al Whitney Theater e fu la primadonna della Chicago Grand Opera Company. Nel luglio 1917, apparve sulla scena del New T&D Theater a Oakland, in California.

### Carriera cinematografica
Esordì nel cinema nel 1910, a 25 anni, in un western a fianco di Tom Mix prodotto dalla Selig Polyscope, la casa di produzione di Chicago per cui Stedman lavorò per gran parte della sua carriera cinematografica. Dal 1912 al 1914, fu protagonista di molti film a un rullo accanto a Tom Mix, dove fu diretta da William Duncan. Myrtle Stedman girò ben 216 film e ne firmò due come sceneggiatrice.
Nel 1936, venne messa sotto contratto dalla Warner Bros. Non più giovanissima, le furono affidati ruoli di caratterista e di figurante. Il suo ultimo film fu Accidents Will Happen (1938), con protagonista Ronald Reagan. Il film uscì in aprile, tre mesi dopo la morte della Stedman, avvenuta in gennaio per un attacco cardiaco, all'età di 54 anni. Venne sepolta nell'Inglewood Park Cemetery di Inglewood.
Dal suo matrimonio con l'attore e regista Marshall Stedman, terminato nel 1920 con un divorzio, era nato un figlio, Lincoln Stedman, che intraprese anche lui la carriera di attore. Lincoln morì nel 1948, a soli quarant'anni.

## Galleria d'immagini

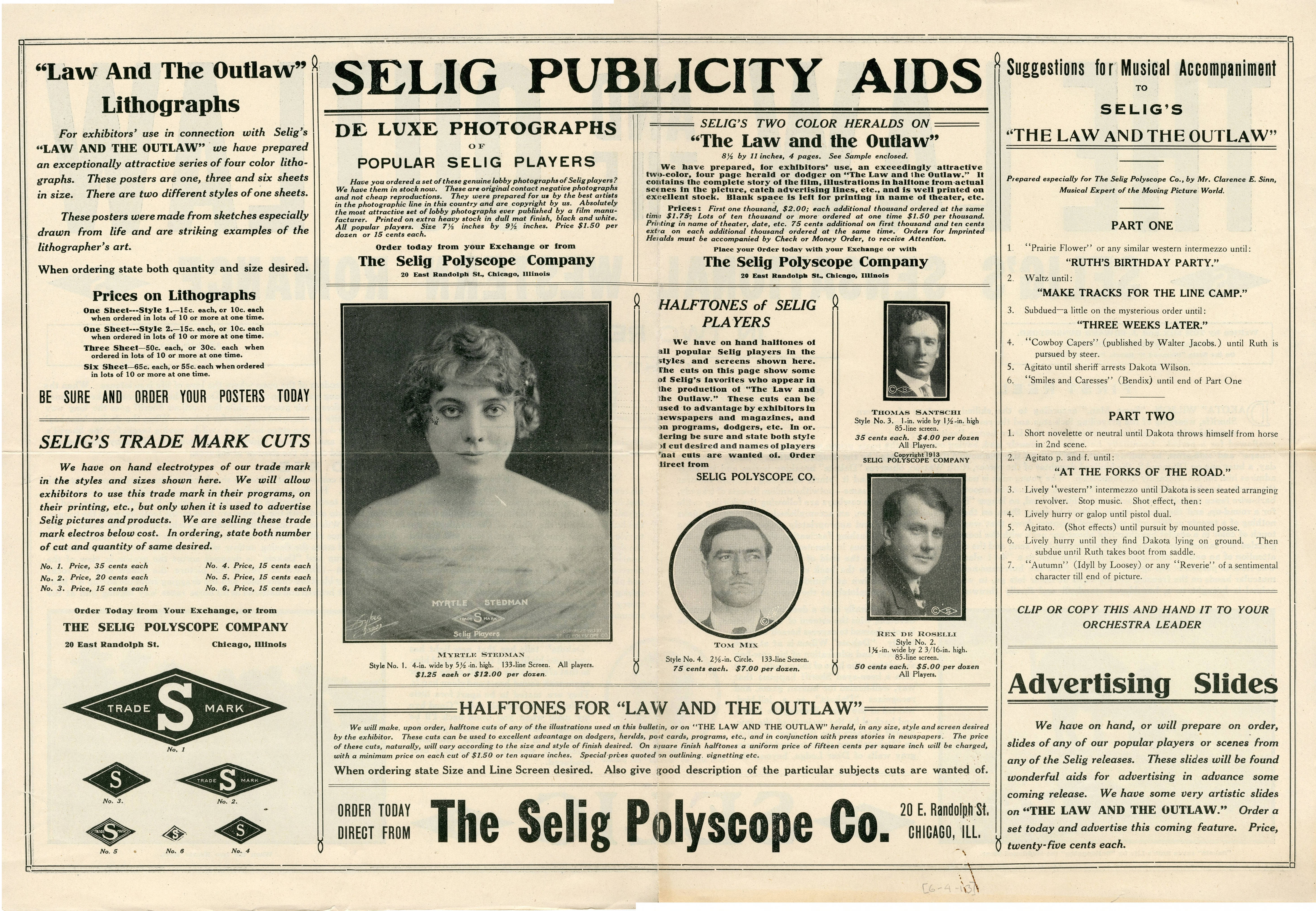
1913
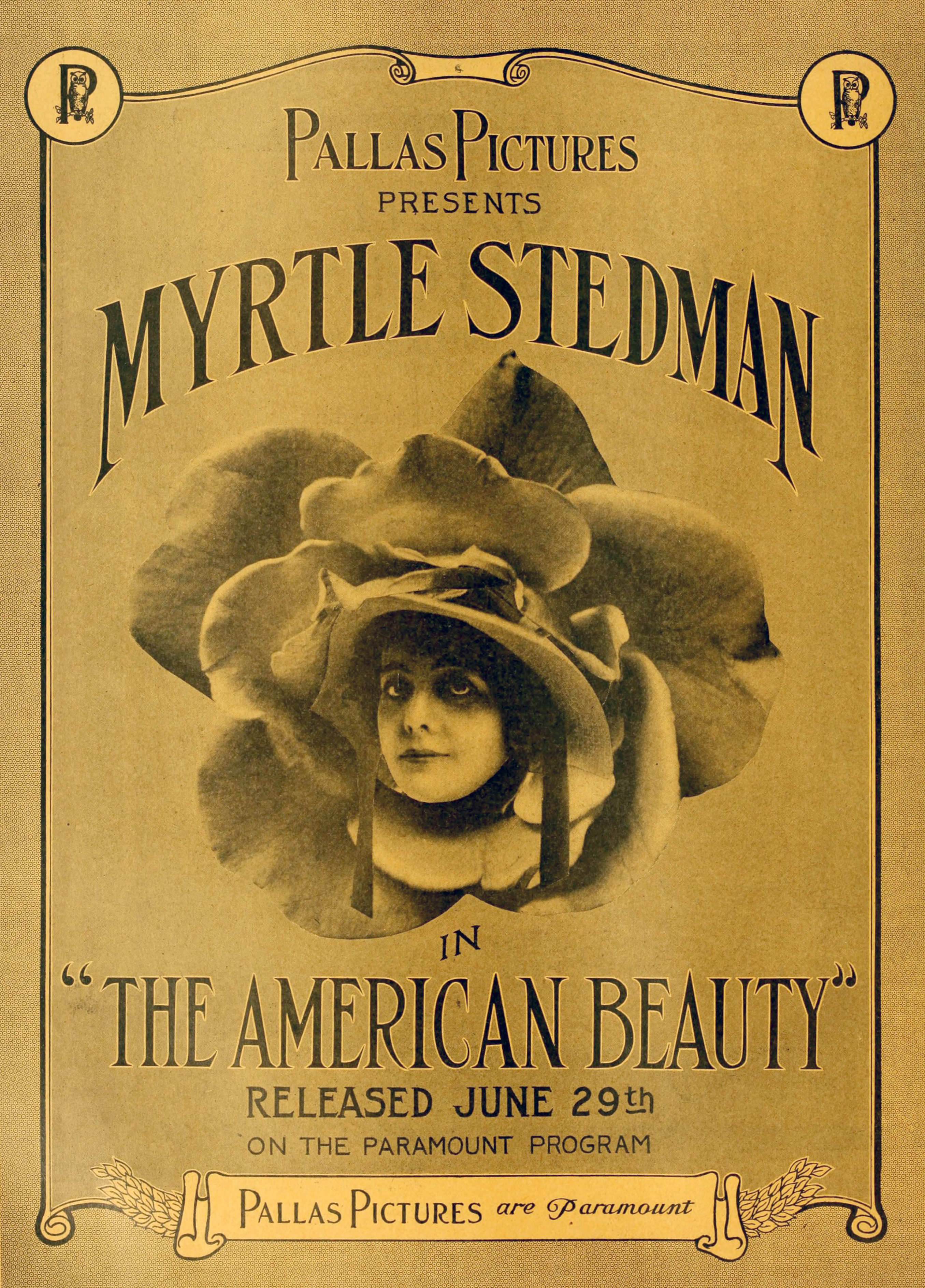
1916
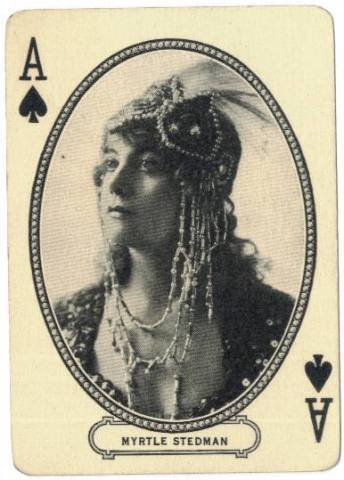
1916
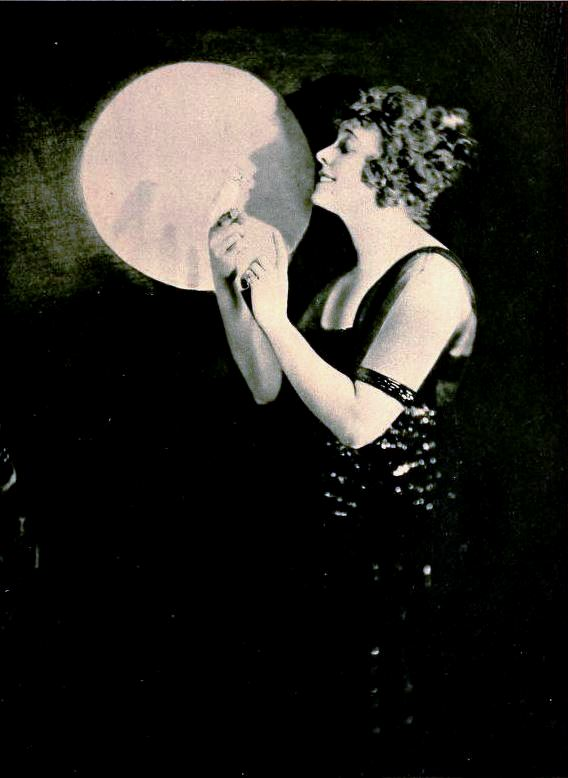
1920

## Filmografia

### Attrice

#### 1910
- The Range Riders, regia di Francis Boggs e Otis Turner – cortometraggio (1910)

#### 1911
- A Fair Exchange, regia di Joseph A. Golden – cortometraggio (1911)
- A New York Cowboy, regia di Francis Boggs – cortometraggio (1911)
- A Tennessee Love Story, regia di Joseph A. Golden – cortometraggio (1911)
- The Two Orphans, regia di Francis Boggs e di Otis Turner – cortometraggio (1911)
- Told in Colorado, regia di Joseph A. Golden – cortometraggio (1911)
- Why the Sheriff Is a Bachelor, regia di Joseph A. Golden e Tom Mix – cortometraggio (1911)
- Western Hearts, regia di Joseph A. Golden – cortometraggio (1911)
- The Telltale Knife, regia di William Duncan – cortometraggio (1911)
- A Romance of the Rio Grande, regia di Colin Campbell e Otis Thayer – cortometraggio (1911)
- The Bully of Bingo Gulch, regia di Otis Thayer – cortometraggio (1911)

#### 1912
- Two Men and a Girl, regia di Otis Thayer – cortometraggio (1912)
- A Modern Ananias, regia di Otis Thayer – cortometraggio (1912)
- A Cowboy's Best Girl, regia di Otis Thayer – cortometraggio (1912)
- The Scapegoat, regia Otis Thayer – cortometraggio (1912)
- The Widow of Rickie O'Neal, regia di O.B. Thayer (Otis Thayer) – cortometraggio (1912)
- The Horseshoe, regia di Otis Thayer – cortometraggio (1912)
- When Women Rule, regia di Joseph Sullivan – cortometraggio (1912)
- In Little Italy, regia di William V. Mong – cortometraggio (1912)
- The Brotherhood of Man, regia di Frank Beal – cortometraggio (1912)
- His Chance to Make Good, regia di Otis Thayer – cortometraggio (1912)
- Driftwood, regia di Otis Thayer – cortometraggio (1912)
- The Other Woman, regia di George L. Cox – cortometraggio (1912)
- Exposed by the Dictograph, regia di Richard Garrick – cortometraggio (1912)
- The Part of Her Life, regia di Richard Garrick – cortometraggio (1912)
- When the Heart Calls, regia di Richard Garrick – cortometraggio (1912)
- Mistaken Identity, regia di Richard Garrick – cortometraggio (1912)
- His Father's Bugle, regia di Richard Garrick – cortometraggio (1912)
- Baby Betty, regia di Richard Garrick – cortometraggio (1912)
- The Double Cross, regia di Otis Thayer – cortometraggio (1912)
- A Wartime Romance, regia di Richard Garrick – cortometraggio (1912)
- The Boob, regia di Otis Thayer – cortometraggio (1912)
- The Wayfarer, regia di Otis Thayer – cortometraggio (1912)
- The Whiskey Runners, regia di Otis Thayer – cortometraggio (1912)
- An Equine Hero, regia di Otis Thayer – cortometraggio (1912)
- Circumstantial Evidence, regia di Otis Thayer – cortometraggio (1912)
- The Fighting Instinct, regia di William Duncan – cortometraggio (1912)
- The Brand Blotter, regia di Marshall Stedman – cortometraggio (1912)
- The Cattle Rustlers, regia di Marshall Stedman – cortometraggio (1912)
- Why Jim Reformed, regia di William Duncan – cortometraggio (1912)
- A Motorcycle Adventure, regia di Marshall Stedman – cortometraggio (1912)
- The Opium Smugglers, regia di William Duncan – cortometraggio (1912)
- So-Jun-Wah and the Tribal Law, regia di Marshall Stedman – cortometraggio (1912)
- The Dynamiters, regia di William Duncan – cortometraggio (1912)
- Between Love and the Law, regia di Marshall Stedman – cortometraggio (1912)
- The Saint and the Siwash, regia di Marshall Stedman – cortometraggio (1912)
- Roped In – cortometraggio (1912)
- The Mantle of Red Evans, regia di Marshall Stedman – cortometraggio (1912)
- The Ranger and His Horse, regia di William Duncan – cortometraggio (1912)
- Buck's Romance, regia di William Duncan – cortometraggio (1912)
- Roderick's Ride, regia di Marshall Stedman – cortometraggio (1912)
- A Rough Ride with Nitroglycerine, regia di William Duncan – cortometraggio (1912)

#### 1913
- The Gunfighter's Son, regia di William Duncan – cortometraggio (1913)
- The Cowboy Editor, regia di William Duncan (1913)
- Bud's Heiress, regia di William Duncan – cortometraggio (1913)
- A Matrimonial Deluge, regia di William Duncan – cortometraggio (1913)
- The Suffragette, regia di Marshall Stedman – cortometraggio (1913)
- A Canine Matchmaker; or, Leave It to a Dog, regia di William Duncan – cortometraggio (1913)
- How It Happened, regia di William Duncan – cortometraggio (1913)
- Bill's Birthday Present, regia di William Duncan – cortometraggio (1913)
- The Range Law, regia di William Duncan – cortometraggio (1913)
- The Bank's Messenger, regia di William Duncan – cortometraggio (1913)
- The Deputy's Sweetheart, regia di William Duncan – cortometraggio (1913)
- Juggling with Fate, regia di William Duncan – cortometraggio (1913)
- The Sheriff of Yavapai County, regia di William Duncan – cortometraggio (1913)
- The Life Timer, regia di William Duncan – cortometraggio (1913)
- The Shotgun Man and the Stage Driver, regia di William Duncan – cortometraggio (1913)
- That Mail Order Suit, regia di William Duncan  – cortometraggio (1913)
- Religion and Gun Practice, regia di William Duncan – cortometraggio (1913)
- The Law and the Outlaw, regia di William Duncan – cortometraggio (1913)
- An Embarrassed Bridegroom, regia di William Duncan – cortometraggio (1913)
- The Jealousy of Miguel and Isabella, regia di William Duncan – cortometraggio (1913)
- Taming a Tenderfoot, regia di William Duncan – cortometraggio (1913)
- The Marshal's Capture, regia di William Duncan – cortometraggio (1913)
- Sallie's Sure Shot, regia di William Duncan – cortometraggio (1913)
- Made a Coward, regia di William Duncan – cortometraggio (1913)
- The Señorita's Repentance, regia di William Duncan – cortometraggio (1913)
- The Taming of Texas Pete, regia di William Duncan – cortometraggio (1913)
- The Stolen Moccasins, regia di William Duncan – cortometraggio (1913)
- The Galloping Romeo, regia di William Duncan – cortometraggio (1913)
- An Apache's Gratitude, regia di William Duncan – cortometraggio (1913)
- The Good Indian, regia di William Duncan – cortometraggio (1913)
- How Betty Made Good, regia di William Duncan – cortometraggio (1913)
- The Lonely Heart, regia di Fred Huntley – cortometraggio (1913)
- Howlin' Jones, regia di William Duncan – cortometraggio (1913)
- The Rejected Lover's Luck, regia di William Duncan – cortometraggio (1913)
- The Capture of Bad Brown, regia di William Duncan – cortometraggio (1913)
- The Cattle Thief's Escape, regia di William Duncan – cortometraggio (1913)
- Saved from the Vigilantes, regia di William Duncan – cortometraggio (1913)
- The Silver Grindstone, regia di William Duncan – cortometraggio (1913)
- Dishwash Dick's Counterfeit, regia di William Duncan – cortometraggio (1913)
- Two Sacks of Potatoes, regia di William Duncan – cortometraggio (1913)
- The Schoolmarm's Shooting Match, regia di William Duncan – cortometraggio (1913)
- The Child of the Prairies, regia di William Duncan – cortometraggio (1913)
- The Escape of Jim Dolan, regia di William Duncan – cortometraggio (1913)
- Cupid in the Cow Camp, regia di William Duncan – cortometraggio (1913)
- The Rustler's Reformation, regia di William Duncan – cortometraggio (1913)
- Physical Culture on the Quarter Circle V Bar, regia di William Duncan – cortometraggio (1913)
- Buster's Little Game, regia di William Duncan – cortometraggio (1913)
- Mother Love vs Gold, regia di William Duncan – cortometraggio (1913)

#### 1914
- Good Resolutions, regia di William Duncan – cortometraggio (1914)
- By Unseen Hand, regia di William Duncan – cortometraggio (1914)
- The Valley of the Moon, regia di Hobart Bosworth (1914)
- Martin Eden, regia di Hobart Bosworth (1914)
- The Pursuit of the Phantom, regia di Hobart Bosworth (1914)
- Burning Daylight: The Adventures of 'Burning Daylight' in Civilization, regia di Hobart Bosworth (1914)
- The Country Mouse
- The Chechako

#### 1915
- It's No Laughing Matter, regia di Lois Weber (1915)
- Hypocrites, regia di Lois Weber (1915)
- The Caprices of Kitty
- Help Wanted, regia di Hobart Bosworth (1915)
- The Wild Olive, regia di Oscar Apfel (1915)
- Kilmeny
- Nearly a Lady
- The Majesty of the Law, regia di Julia Crawford Ivers (1915)
- Peer Gynt, regia di Oscar Apfel e Raoul Walsh (1915)
- 'Twas Ever Thus (1915)
- Jane, regia di Frank Lloyd (1915)
- The Reform Candidate, regia di Frank Lloyd (1915)

#### 1916
- The Call of the Cumberlands, regia di Frank Lloyd (1916)
- Pasquale, regia di William Desmond Taylor (1916)
- The American Beauty, regia di William Desmond Taylor (1916)
- The Soul of Kura San, regia di Edward LeSaint (1916)

#### 1917
- Happiness of Three Women, regia di William Desmond Taylor (1917)
- The Prison Without Walls, regia di E. Mason Hopper (1917)
- As Men Love, regia di E. Mason Hopper (1917)
- The World Apart, regia di William Desmond Taylor (1917)
- The Rustler's Vindication – cortometraggio (1917)
- The Secret Game, regia di William C. de Mille (1917)[3]

#### 1918
- In the Hollow of Her Hand, regia di Charles Maigne (1918)

#### 1919
- In Honor's Web, regia di Paul Scardon (1919)
- I denti della tigre (The Teeth of the Tiger), regia di Chester Withey (1919)

#### 1920
- Sex, regia di Fred Niblo (1920)
- The Silver Horde, regia di Frank Lloyd (1920)
- Harriet and the Piper, regia di Bertram Bracken (1920)
- Pelle di tigre (The Tiger's Coat), regia di Roy Clements (1920)
- Old Dad, regia di  Lloyd Ingraham (1920)

#### 1921
- The Concert, regia di Victor Schertzinger (1921)
- The Whistle
- Sowing the Wind, regia di John M. Stahl (1921)
- Black Roses, regia di Colin Campbell

#### 1922
- Nancy from Nowhere, regia di Chester M. Franklin (1922)
- Ashes, regia di Gilbert M. 'Broncho Billy' Anderson (1922)
- Reckless Youth, regia di Ralph Ince (1922)
- Rich Men's Wives, regia di Louis J. Gasnier (1922)
- The Hands of Nara, regia di Harry Garson (1922)

#### 1923
- The Dangerous Age, regia di John M. Stahl (1923)
- The Famous Mrs. Fair, regia di Fred Niblo (1923)
- Crashin' Thru, regia di Val Paul (1923)
- Temporary Marriage, regia di Lambert Hillyer (1923)
- The Age of Desire, regia di Frank Borzage (1923)
- Sotto la terra martoriata (Six Days), regia di Charles Brabin (1923)
- Flaming Youth, regia di John Francis Dillon (1923)

#### 1924
- The Judgment of the Storm, regia di Del Andrews (1924)
- Amore di domani (Lilies of the Field), regia di John Francis Dillon (1924)
- The Woman on the Jury, regia di Harry O. Hoyt (1924)
- Il pane quotidiano (Bread), regia di Victor Schertzinger (1924)
- Champagne (Wine), regia di Louis J. Gasnier (1924)
- The Breath of Scandal, regia di Louis J. Gasnier (1924)

#### 1925
- If I Marry Again, regia di John Francis Dillon (1925)
- The Mad Whirl, regia di William A. Seiter (1925)
- The Goose Hangs High, regia di James Cruze (1925)
- Piedini d'oro (Sally), regia di Alfred E. Green (1925)
- Chickie, regia di John Francis Dillon (1925)
- Tessie, regia di Dallas M. Fitzgerald (1925)

#### 1926
- The Far Cry
- The Prince of Pilsen
- Don Juan's Three Nights, regia di John Francis Dillon (1926)
- The Man in the Shadow, regia di David Hartford (1926)

#### 1927
- The Black Diamond Express, regia di Howard Bretherton (1927)
- Alias the Deacon, regia di Edward Sloman (1927)
- The Life of Riley, regia di William Beaudine (1927)
- Women's Wares, regia di Arthur Gregor (1927)
- The Irresistible Lover, regia di William Beaudine (1927)
- No Place to Go, regia di Mervyn LeRoy  (1927)

#### 1928
- Sporting Goods, regia di Malcolm St. Clair (1928)
- Their Hour, regia di Alfred Raboch (1928)

#### 1929
- The Jazz Age, regia di Lynn Shores (1929)
- Sin Sister, regia di Charles Klein (1929)
- The Wheel of Life, regia di Victor Schertzinger (1929)
- The Love Racket, regia di William A. Seiter (1929)

#### 1930
- Lummox, regia di Herbert Brenon (1930)
- The Little Accident, regia di William James Craft (1930)
- Go to Blazes, regia di Harry Edwards (1930)
- The Truth About Youth, regia di William A. Seiter (1930)

#### 1931
- Beau Ideal, regia di Herbert Brenon (1931)

#### 1932
- Forbidden Company, regia di Richard Thorpe (1932)
- The Widow in Scarlet, regia di George B. Seitz (1932)
- Alias Mary Smith, regia di E. Mason Hopper (1932)
- Klondike, regia di Phil Rosen (1932)

#### 1933
- One Year Later, regia di E. Mason Hopper (1933)

#### 1934
- Beggars in Ermine, regia di Phil Rosen (1934)
- School for Girls, regia di William Nigh (1934)

#### 1935
- Canto d'amore (Here's to Romance), regia di Alfred E. Green (1935)

#### 1936
- Song of the Saddle, regia di Louis King (1936)
- San Francisco, regia di W. S. Van Dyke (1936)
- Polo Joe, regia di William C. McGann (come William McGann) (1936)
- Give Me Liberty, regia di B. Reeves Eason (1936)
- Amore in otto lezioni (Gold Diggers of 1937), regia di Lloyd Bacon (1936)

#### 1937
- Green Light, regia di Frank Borzage (1937)
- The Great O'Malley, regia di William Dieterle (1937)
- Under Southern Stars, regia di Nick Grinde (1937)
- Ready, Willing and Able, regia di Ray Enright (1937)
- That Man's Here Again, regia di Louis King (1937)
- La miniera maledetta (Draegerman Courage), regia di Louis King (1937)
- Il nemico dell'impossibile (The Go Getter), regia di Busby Berkeley (1937)
- Confession, regia di Joe May (1937)
- Vivo per il mio amore (That Certain Woman), regia di Edmund Goulding (1937)
- Back in Circulation, regia di Ray Enright (1937)
- L'isola dei dimenticati (Alcatraz Island), regia di William C. McGann (come William McGann) (1937)
- Over the Goal, regia di Noel M. Smith (1937)
- Expensive Husbands, regia di Bobby Connolly (1937)
- Artiglio di velluto (Missing Witnesses), regia di William Clemens (1937)
- She Loved a Fireman, regia di John Farrow (1937)

#### 1938
- Un bandito in vacanza (A Slight Case of Murder), regia di Lloyd Bacon (1938)
- Penrod and His Twin Brother, regia di William C. McGann (William McGann)) (1938)
- Love, Honor and Behave, regia di Stanley Logan (1938)
- Accidents Will Happen, regia di William Clemens (1938)

### Sceneggiatrice
- A Dream of Egypt, regia di Marshall Stedman (1917)
- A Romany Rose, regia di Marshall Stedman (1917)